# امیر میربزرگی
امیر میربزرگی (زاده ۵ شهریور ۱۳۶۵ - کرج) یک بازیکن فوتبال اهل ایران است.